# Universidad de Provenza
La Universidad de Provenza, de nombre completo Universidad de Provenza Aix-Marseille I (en francés: Université de Provence Aix-Marseille I), es una universidad localizada en Marsella y Aix-en-Provence, Francia. Fue fundada en 1969 (aunque hunde sus raíces en una institución universitaria fundada por Luis II de Provenza en 1409). Está especializada en ciencia (cuyos campus se concentran principalmente en Marsella), letras y humanidades (con facultades localizadas principalmente en Aix-en-Provence). El departamento de Lenguas Aplicadas es considerado uno de los más prestigiosos de Francia. 